# 费利佩·泽特
费利佩·泽特（西班牙語：Felipe Zetter，本名，费利佩·泽特·泽特，1923年7月3日—2013年3月15日），墨西哥足球后卫，曾参加1950年巴西足球世界杯。
费利佩·泽特曾在1943年至1951年效力于墨西哥足球甲级联赛的阿特拉斯足球俱乐部，并在1951年取得联赛冠军。
1950年，费利佩·泽特代表墨西哥国家足球队出战巴西世界杯，仅在对巴西队的比赛中上场一次，小组未出线。
费利佩·泽特晚年患阿兹海默症，2013年3月15日逝世。